# Gniezno (stacja kolejowa)
Gniezno – stacja kolejowa w Gnieźnie w województwie wielkopolskim, w Polsce na 50. km linii kolejowej liczącej 186,5 km z Poznania do Bydgoszczy przez Toruń. Jedna z największych i najbardziej rozbudowanych stacji w województwie wraz z kompleksem parowozowni. Jedna z trzech stacji kolejowych w mieście Gniezno: Gniezno, Gniezno Winiary oraz Gniezno Wąskotorowe i jedyna czynna dla ruchu pasażerskiego.

## Ruch pasażerski
| Rok  | Wymiana roczna | Wymiana pasażerska na dobę | miejsce w Polsce |
| ---- | -------------- | -------------------------- | ---------------- |
| 2017 | 1 930 000      | 5 300                      | 45               |
| 2018 | 2 200 000      | 6 100                      | 50               |
| 2019 | 2 410 000      | 3 300                      | 39               |
| 2020 | 1 350 000      | 1 800                      | 48               |
| 2021 | 1 530 000      | 4 200                      | 52               |
| 2022 |                | 5 700                      |                  |
| 2023 | 2 290 000      | 6 300                      | 62               |

## Historia[5]

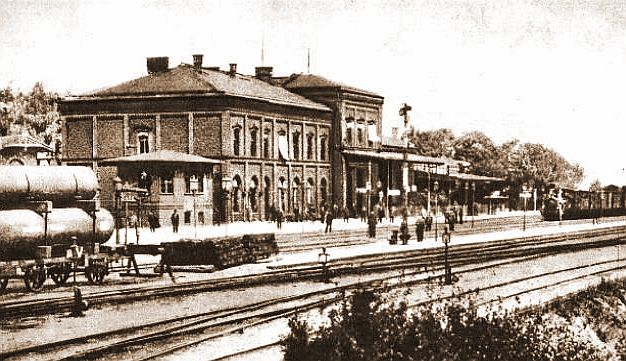
Budynek pierwszego dworca kolejowego. Fotografia z 1896 roku wykonana ze strony parowozowni

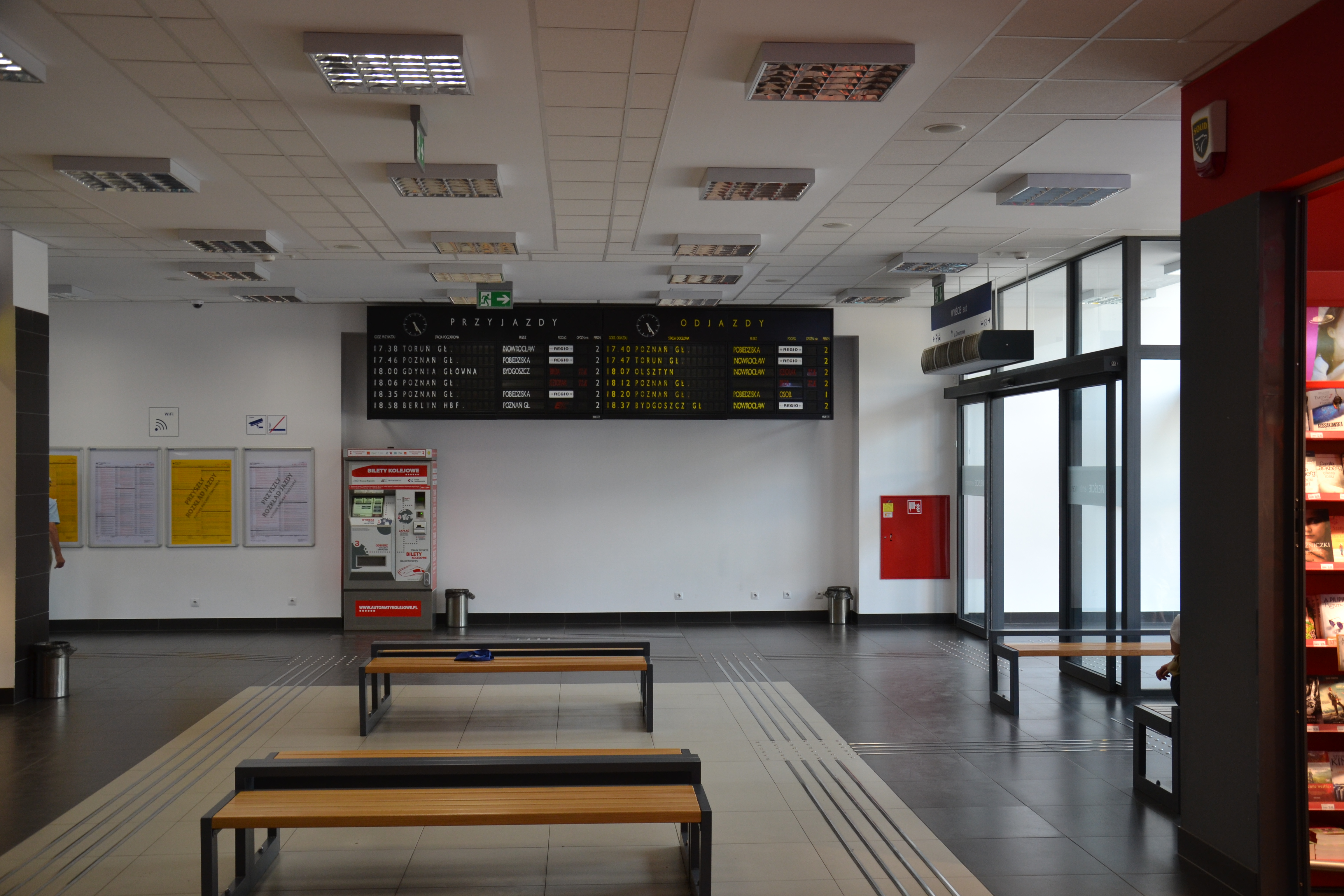
Wnętrze odremontowanego dworca

Historia stacji kolejowej w Gnieźnie rozpoczyna się 30 listopada 1867 roku, kiedy podpisano umowę na budowę kolei z Poznania przez Gniezno i Inowrocław do Torunia z odgałęźnieniem do Bydgoszczy. Pierwsze prace ziemne wykonano we wrześniu 1868 roku w rejonie obecnej stacji kolejowej w Trzemesznie. Stacja kolejowa w Gnieźnie, będąca czwartą w drodze z Poznania, od samego początku traktowana była jako jedna z najważniejszych na linii - obok stacji w Poznaniu, Pobiedziskach, Inowrocławiu, a następnie w Bydgoszczy tylko tu zlokalizowano magazyn towarowy, lokomotywownię i stację wodną.
Po czteroletniej budowie, dnia 26 maja 1872 roku dokonano uroczystego otwarcia stacji, a nową linią przejechał pierwszy pociąg. Regularny ruch osobowy zainaugurowano jednak dopiero 1 lipca 1873 roku. Budowę drugiej linii kolejowej mającej połączyć Gniezno z Oleśnicą zatwierdzono 17 czerwca 1872 roku, a otwarto uroczyście 30 czerwca 1875 roku.
Stacja kolejowa Gniezno zlokalizowana została na 50. kilometrze linii z Poznania do Torunia, po południowej stronie miasta, na jego ówczesnych przedmieściach. Najważniejszym budynkiem całej stacji stał się potężny gmach dworca kolejowego, oprócz którego wzniesiono także magazyn towarowy, parowozownię (wielokrotnie przebudowywaną, w wyniku czego powstała największa w Europie 24-stanowiskowa hala wachlarzowa), stację wodną oraz budynek mieszkalny dla urzędników (Parowozownia Gniezno).
W latach 1908–1911 rozbudowano zaplecze techniczno-eksploatacyjno-ruchowe stacji. Dzięki doprowadzeniu elektryczności zainstalowano na stacji dźwig węglowy, a ponadto zbudowano perony wraz z tunelem.
Wraz z wybuchem II wojny światowej nad Gnieznem dokonywały się naloty. Już 4 września zniszczono koszary wojskowe, a w następnych dniach linie kolejowe. 6 września w wyniku bombardowania zniszczona została stacja, parowozownia oraz kilka parowozów. Jeszcze w okresie wojny dokonano ich odbudowy - w 1940 roku w wyniku obrad specjalnej komisji zatwierdzono plan „Otto”, który miał na celu odbudowę oraz przebudowę linii kolejowych, modernizację i rozbudowę stacji kolejowych oraz - w przypadku Gniezna - modernizację i rozbudowę parowozowni. Dzięki programowi „Otto” oprócz rozbudowy i modernizacji linii kolejowych oraz parowozowni dokonano budowy kładek drogowych, instalacji telekomunikacyjnych, przebudowy i elektryfikacji domów kolejowych, noclegowni, wagonowni.
Ponadto, w ramach programu „Otto”, w celu odciążenia stacji w Poznaniu postanowiono rozbudować dworzec towarowy w Gnieźnie.
W  latach 1967–1968 wybudowano nowy dworzec kolejowy wraz z peronami. W latach 2012–2014 całkowitej przebudowie poddano budynek dworca i przyległe do niego tereny (zainstalowano monitoring i klimatyzację, zmodernizowano m.in. wiaty peronowe, a w miejsce toalet wybudowano parking), przystosowując je do potrzeb niepełnosprawnych, a w 2021 zmodernizowano plac przed dworcem, gdzie  w ramach Zintegrowanego Centrum Przesiadkowego wzniesiono sześć wiat autobusowych.